# رايموند كينيدي
رايموند كينيدي (بالإنجليزية: Raymond Kennedy)‏ (3 مارس 1934 في الولايات المتحدة - 18 فبراير 2008، نيويورك في الولايات المتحدة)؛ أستاذ جامعي، صحفي، كاتب، مؤلف وروائي أمريكي.